# جیمی اسکات (بازیکن بسکتبال)
جیمی اسکات (انگلیسی: Jamie Scott؛ زادهٔ ۹ اوت ۱۹۹۴) بازیکن بسکتبال اهل ایالات متحده آمریکا است.